# Ivan Tumbas
Ivan Tumbas (Novi Sad, 12. siječnja 1987.) je hokejaš na ledu hrvatskog podrijetla. Državni je reprezentativac. Trenutačno je član beogradskog Partizana.

## Karijera
Rodio se u obitelji vojvođanskih Hrvata 1987. godine.
Seniorsku karijeru proveo je u novosadskoj Vojvodini za koju je igrao od 2003. do 2010. godine. Zatim je prešao u beogradski Partizan gdje igra od 2010. do danas. Natjecao se u Hokejaškoj ligi Srbije i Slohokej ligi.
Za reprezentaciju Srbije i Crne Gore igrao je na svjetskom prvenstvu Divizije II 2006.
Za reprezentaciju Srbije natječe se od 2006. godine. Igrao je na svjetskom prvenstvu Divizije II 2008., 2009. godine, zatim SP u hokeju na ledu Divizije I 2010. godine, pa opet u Diviziji II 2011. godine i u Diviziji IIa 2012.
U objema je reprezentacijama na 29 utakmica postigao dva pogotka.